# Karl Albiker
Karl Albiker (né le 16 septembre 1878 à Ühlingen, mort le 26 février 1961 à Ettlingen) est un sculpteur allemand.

## Biographie
Albiker est étudiant en maîtrise à l'académie des beaux-arts de Karlsruhe à partir de 1898 et devient ami notamment avec le peintre expressionniste Karl Hofer. Il poursuit ses études pendant huit mois en 1899-1900 à Paris à l'Académie Julian et auprès d'Antoine Bourdelle, qui fut l'assistant du sculpteur Auguste Rodin, qu'il admire et dont il fait également la connaissance. De 1900 à 1903, Albiker vit et travaille à Munich, suivi d'un voyage d'étude à Rome de 1903 à 1905.
En 1905, il emménage dans son propre atelier à Ettlingen. En 1908, il rejoint la Sécession berlinoise. L'attribution du prix de la Villa Romana (en) lui permet d'étudier à Florence en 1910, où il se lie d'amitié avec le philosophe Leopold Ziegler (de), qui dédicace son œuvre sur l'art, Introduction florentine (1911), à Albiker. De 1915 à 1917, il effectue son service militaire volontairement en tant que Landsturm sans grade.
En 1919, Albiker est nommé professeur à l'académie des beaux-arts de Dresde et travaille également à l'école des arts appliqués de Dresde (de). Il est l'un des enseignants importants de ces établissements d'enseignement et rejoint à la fois la Sécession badoise (de), fondée en 1927, et la Nouvelle Sécession munichoise. Il est membre du conseil d'administration de l'Association des artistes de Dresde (de) et membre du Deutscher Werkbund.

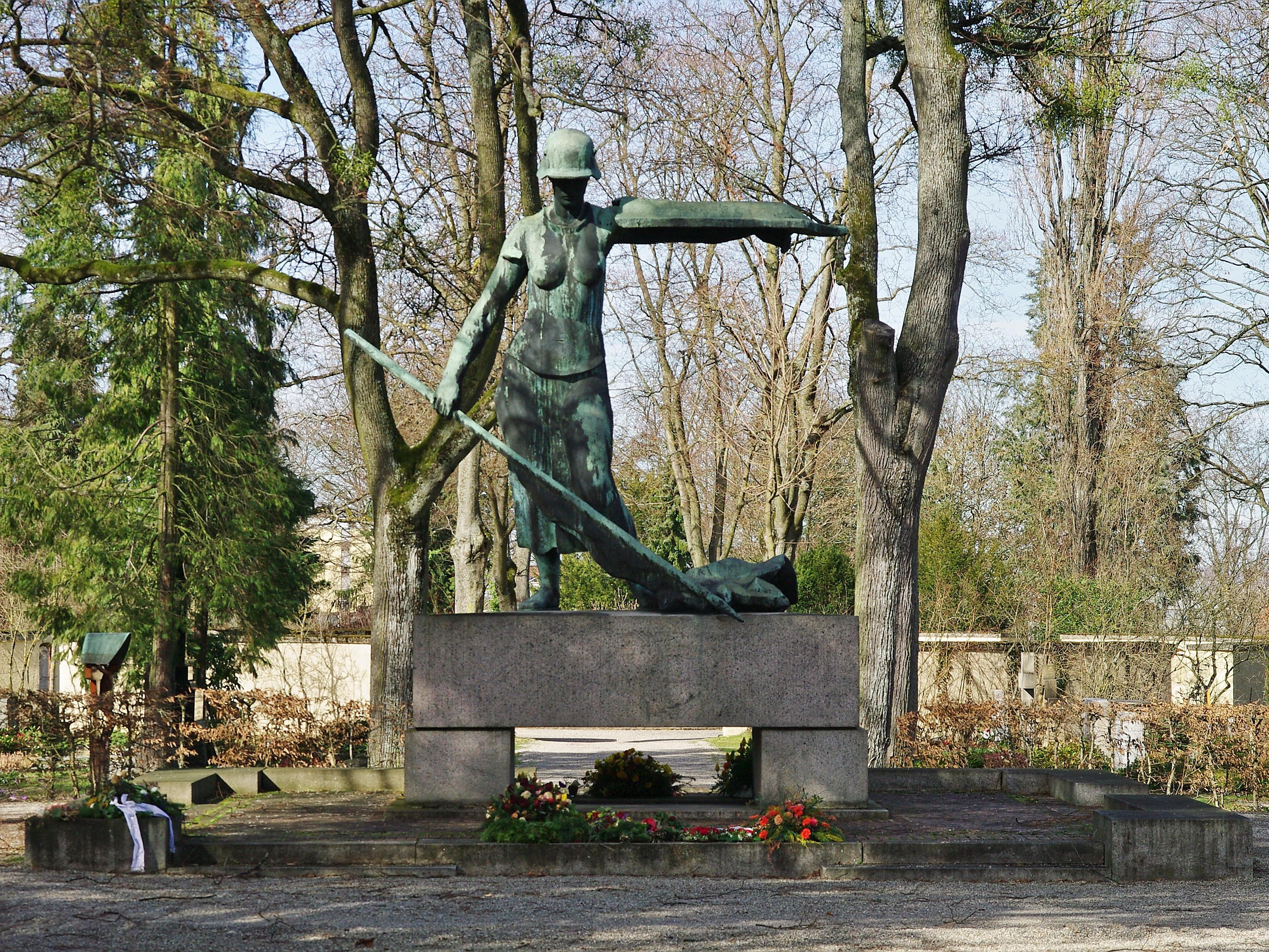
Germania, monument aux morts de la Première Guerre mondiale dans le, 1929.

Dans les années 1920, il réalise plusieurs commandes d'espaces publics, notamment de monuments aux morts.
Bien qu'Albiker souligne le problème de la figure dans l'espace dans des considérations théoriques (publiées à titre posthume en 1962), son œuvre ne peut être assignée à un style uniforme. Cela va des figures en bronze élancées et dynamiques aux figures expressionnistes ou aux portraits sensibles jusqu'aux figures calmes dans le style d'Aristide Maillol. Cette dernière méthode de conception, sous une forme monumentale comme le monument de Germania de Fribourg de 1929, s'avérera d'abord compatible avec le nazisme à partir de 1933.
Albiker subit des pressions journalistiques lors de l'arrivée au pouvoir des nazis, notamment parce qu'il a soutenu la nomination d'artistes modernes comme Otto Dix à Dresde. Il perd tous ses postes sauf celui de professeur. Le 1er mai 1933, il rejoint pourtant le NSDAP. Le régime nazi, qui manque certes d'artistes capables d'exprimer son idéologie, encourage l'activité artistique par le décret sur l'art dans l'architecture (1934) et commande à des sculpteurs tels que Karl Albiker, Richard Scheibe (de) et Joseph Wackerle (de) qui s'étaient déjà fait un nom dans les années 1920 avec la création de grandes sculptures pour les espaces publics, notamment dans le cadre du projet de transformation du Parc olympique de Berlin. Albiker est brièvement impliqué dans le programme de conception sculpturale de l'installation en 1935 ; la commande lui fut probablement confiée par son collègue de Dresde Wilhelm Kreis, tout comme le relief du Luftgaukommando de Dresde en 1938. Il n'y a pas d'autres travaux ou commandes plus importants. Albiker participe à la présélection des œuvres pour la grande exposition d'art allemand de 1937 et participe avec une œuvre. En 1943, il participe à l'exposition Junge Kunst im Deutschen Reich (de) à Vienne organisée par le Reichsleiter Baldur von Schirach avec neuf œuvres, et de nouveau en 1944 avec un modèle en plâtre de la frise du Luftgaukommando à la Grande Exposition d'art allemand. Albiker figure sur la Gottbegnadeten-Liste comme l'un des artistes visuels les plus importants du Troisième Reich.
Lors des raids aériens de la Seconde Guerre mondiale, l'appartement et l'atelier de Karl Albiker à Dresde sont détruits. En 1946, il est représenté avec trois œuvres à l'exposition des artistes saxons à Dresde. En 1947, il retourne dans son pays natal, le Bade, et fonde la Fondation Karl Albiker, grâce à laquelle ses propres œuvres ainsi que des œuvres de sa collection d'art privée, dont environ 80 œuvres de Karl Hofer, deviennent la possession du Musée municipal d'Ettlingen. Hormis les ordres de sa ville natale, il n'a plus de commandes.
Karl Albiker est membre de la Deutscher Künstlerbund. Il décède à Ettlingen en 1961 à l'âge de 82 ans.
Son épouse Hélène Albiker née Klingenstein (1878-1952) est peintre. Son fils Carl Albiker (1905-1996) est historien de l'art et photographe et rejoint également le NSDAP le 1er mai 1933.

## Distinctions
- Croix de commandeur de l'ordre du Mérite